# Matti Närhi
Matti Närhi (ur. 17 sierpnia 1975) – fiński lekkoatleta, który specjalizował się w rzucie oszczepem.
W 1993 został wicemistrzem Europy juniorów w San Sebastián. Rok później w Lizbonie wywalczył srebro mistrzostw świata juniorów. Ósmy zawodnik mistrzostw Europy, które w 1998 roku odbywały się w Budapeszcie. W 1999 zajął dziewiątą lokatę w mistrzostwach globu. Udział w igrzyskach olimpijskich w Atenach (2004) zakończył na 10. miejscu. Rekord życiowy: 88,24 (27 lipca 1997, Soini).